# Karosa C 934
Karosa C934 (русск. [каро́са деве́т тршице́т чты́ржи]) — пригородный/междугородный автобус, производившийся заводом Karosa в 1996—2003 годах (с 1999 года — модификация C934E). Эта модель является преемницей C734.

## Конструкция
Karosa C934 стала одной из самых распространённых моделей 900-й серии. Это двухосный автобус с кузовом полунесущей конструкции и двигателем за задней осью. Основой конструкции послужила модель C734. Внешне C934 отличается от неё, в первую очередь, закруглёнными передней и задней масками. Сиденья в салоне расположены по схеме 2+2, начиная от второй двери они расположены на подиумах высотой 20 см. Багажное отделение объёмом 3,5 м³ располагается под полом между осями. Вход и выход осуществляется при помощи пары двухстворчатых дверей шириной 83 см, первая расположена в переднем свесе автобуса, вторая — между осями. Перед задней дверью в салоне предусмотрено место для детской коляски.
С 1999 года обычную версию C934.1351 заменила модификация C934E (C934E.1351), имеющая иные двери и дверные механизмы; два люка «Parabus» фирмы Webasto вместо трёх вентиляторных воздухозаборников; другой задний мост; а также некоторые отличия места водителя — в частности, другой руль. Некоторые автобусы имели широкие задние двери, аналогичные B932E, сиденья против хода автобуса на колёсных арках.

## Производство и эксплуатация
Прототип был создан в 1995 году, серийное производство модели началось год спустя, в 1996 году. В 1999 году началось производство обновлённой версии, носящей название C934E. Официально производство этой модели было прекращено в 2001 году (для внутреннего рынка), однако по спецзаказу C934E производились вплоть до 2003 года. В частности, в 2002—2003 годах для российских нефтегазовых фирм были произведены автобусы этой модели в так называемом «северном» варианте, отличавшиеся отсутствием форточек и усиленной системой отопления.
Автобус предназначен для работы на пригородных и коротких междугородных маршрутах. Эксплуатация автобусов этой модели продолжается до сих пор, основными эксплуатантами являются Чехия и Словакия, однако данные автобусы работают и в Венгрии, России и СНГ.

## Галерея
- Karosa C934E.1351 из города Брно
- Karosa C934.1351. Видны вентиляторные воздухозаборники на крыше
- Karosa C934E.1351 из города Брно. Видны люки Parabus на крыше
- Karosa C934 в Чехии